# Isla de Benguerra
Isla de Benguerra (en portugués: Ilha de Benguerra) es una isla de Mozambique, la segunda más grande del Archipiélago de Bazaruto, que se separó del continente miles de años atrás. La isla es de aproximadamente 55 kilómetros cuadrados (11 km de largo x 5,5 km de ancho), y se encuentra a 14 kilómetros mar adentro. Es famosa por sus playas vírgenes de arena blanca, sus lugares notables de buceo, paseos a caballo y excelente pesca.

## Hábitat
La isla Benguerra cuenta con bosques, sabanas, lagos de agua dulce y con ecosistemas de humedales que sustentan una población diversa tanto en fauna como en flora. Se pueden encontrar cocodrilos de agua dulce en los tres lagos, como testimonio del pasado continental de la isla. El territorio, que es el hogar de aproximadamente 140 especies de aves, fue declarado parque nacional en 1971.